# August von Strombeck
August von Strombeck (* 27. Dezember 1808 in Groß Sisbeck; † 28. Juli 1900 in Braunschweig) war ein deutscher Geologe, Mineraloge, Paläontologe und Bergbaubeamter. 
Er war Angehöriger der Familie von Strombeck und studierte von 1825 bis 1828 Bergbaukunde an der Bergakademie in Freiberg, wurde 1833 Assessor, 1843 zum Kammerrath, 1875 zum Geheimen Rath und später zum Berghauptmann in Braunschweig ernannt, wo er sich besonders mit der Geologie in der Umgebung von Braunschweig und dem Muschelkalk und seinen Fossilien befasste. Er war mit Leopold von Buch befreundet und begleitete ihn auf Erkundungsreisen. Für die in den Jahren 1855 und 1856 erschienene geognostische Karte von Braunschweig, die für ihre Zeit eine besondere Bedeutung hatte, erhielt er einen Preis der ersten Pariser Weltausstellung.
Otto Griepenkerl benannte 1860 Ammonites strombecki nach Strombeck (heute Noetlingites strombecki).
Er war der Neffe von Friedrich Karl von Strombeck, der sich ebenfalls mit Geologie befasste und darüber veröffentlichte.
Im Januar 1849 wurde er (lfd. Nr. 148 von 170 Mitgliedern) in die Ende Dezember 1848 neu gegründete Deutsche Geologische Gesellschaft aufgenommen. Er war Mitglied der Gesellschaft Deutscher Naturforscher und Ärzte und im Naturhistorischen Verein der preußischen Rheinlande und Westfalens.

## Schriften
- Beitrag zur Kenntnis der Muschelkalkbildung im nordwestlichen Deutschland. Zeitschrift der Deutschen Geologischen Gesellschaft, 1, 1849, S. 115–231
- Ueber Cucullaea Beyrichi aus dem Muschelkalke. Zeitschrift der Deutschen Geologischen Gesellschaft, 1, 1849, S. 451–456, Tafel VII
- Ueber zwei neue Versteinerungen aus dem Muschelkalke. Zeitschrift der Deutschen Geologischen Gesellschaft 2, 1850, S. 90–94, Tafel V
- Nachtrag zur Beschreibung des Muschelkalks im nordwestlichen Deutschland, I. Terebratula trigonella Schl. (T. trigonelloides sp. n.).  Zeitschrift der Deutschen Geologischen Gesellschaft 2, 1850, S. 186–195, II. Gyps im Muschelkalke. S. 196–198
- Ueber das Vorkommen von Myophoria (Trigonia, Lyriodon) pes anseris SCHLOTH. sp. Zeitschrift der Deutschen Geologischen Gesellschaft, 10, 1858, S. 80–87
- Ueber die Trias-Schichten mit Myophoria pes anseris SCHLOTH. auf der Schafweide zu Lüneburg. Zeitschrift der Deutschen Geologischen Gesellschaft, 12, 1860, S. 381–388